# Redskin
Redskin no contexto da subcultura skinhead, é um skinhead de esquerda comunista ou socialista. Este movimento surgiu em oposição ao movimento bonehead que estava se desenvolvendo no mesmo período.
O termo é uma combinação da palavra red (uma gíria usada para socialista ou comunista) com a da palavra skin que é um termo curto usado para skinhead. Os redskins tomam uma posição anti-fascista e militante (por vezes revolucionários) da classe trabalhadora. A mais bem conhecida organização associada aos redskins é a Red and Anarchist Skinheads (R.A.S.H.). Outros grupos que tem membros redskins incluem a Anti-Fascist Action (AFA), Red Action e a Skinheads Against Racial Prejudice (S.H.A.R.P.) (embora não tenham uma ideologia oficial de esquerda). Bandas redskins associadas incluem: The Redskins, Angelic Upstarts, Blaggers I.T.A., Skin Deep, Kortatu, Skalariak, Banda Bassotti, The Burial, Negu Gorriak, Núcleo Terco, Brigada Flores Magon, Inadaptats, Opció K-95, Los Fastidios e The Press. Uma gravadora associada com a subcultura é a Insurgence Records.
Cintas vermelhas e laços às vezes são usados pelos redskins para indicar suas tendências de esquerda, embora em algumas áreas geográficas este itens são usados para indicar as convicções da extrema direita. Alguns redskins têm cabelos curtos raspados mais atrás e dos lados, deixando-os mais evidendes no centro da cabeça, por oposição ao tradicional de toda cultura, enquanto os nazi skins costumam raspa-lo totalmente. Este estilo era usado por vários membros redskins, embora fosse mais popular entre os redskins franceses no final dos anos oitenta. O que também era popular entre os redskins franceses foi o hábito de virar as jaquetas do averso, para que o forro laranja de suas jaquetas fossem mostrados e os diferenciassem especialmente durante os confrontos freqüentes com os boneheads. Símbolos e slogans esquerdistas são geralmente usado em adesivos, buttons e camisetas.
Na década de 1980 em Paris, surgiu uma banda redskin chamada Red Warriors. Para a segurança dos concertos e festivais de berurier Noir Humanité. O símbolo desta banda inicialmente era representado pela foice e o taco de beisebol, depois mudadram o logotipo para a foice e o martelo comunista. Essa banda, composta por quinze pessoas, é conhecida por ser um das primeiras que ousaram enfrentar os boneheads violentos em Paris.
A cidade de Roma é uma realidade entre os redskins mais importantes da cena européia, que também está presente em outras cidades como Turim, Milão, Génova, Bolonha e Savona. Um dos mais animados grupos musicais é a banda redskin romana Bassotti. Há também grupos de redskins, que por razões diversas, estão reunidos nas seções SHARP de suas cidades. Uma razão númerica é que os redskins são muito poucos para organizar os seus membros. Um exemplo disso é a comunidade redskin de Verona.